# マツヨイセンノウ
マツヨイセンノウ（待宵仙翁、学名 Silene alba）、別名ヒロハノマンテマはナデシコ科マンテマ属の多年性草本植物。学名シノニムの属名を取ってメランドリウムと呼ぶこともある。
原産地はヨーロッパから西アジア。日本には明治時代に観賞用として移入され、逸出したものが帰化植物として定着した。日本での分布は北海道および本州であり、北陸・四国・九州地方ではまれである。多年草であるが、寒冷地では冬場に枯死して一年草となる。道路脇などに自生し、30-60cm程度の高さになる。芳香がある直径2cm程度の白い花をつけ、夕方から夜間に開花する。日本での開花期は6-7月である。
雌雄異株であり、哺乳類やショウジョウバエのように雄株ではXY、雌株でXXの性染色体を持つ。その性決定機構を持つこと、マンテマ属の近縁植物種では違った性表現・性決定がなされることから、植物における性決定の研究材料として用いられている。
ヒロハノマンテマのオスがもつY染色体には「雄しべを発達させる遺伝子」と「雌しべを抑制する遺伝子」の2つの性決定遺伝子が存在する。